# Amale Andraos

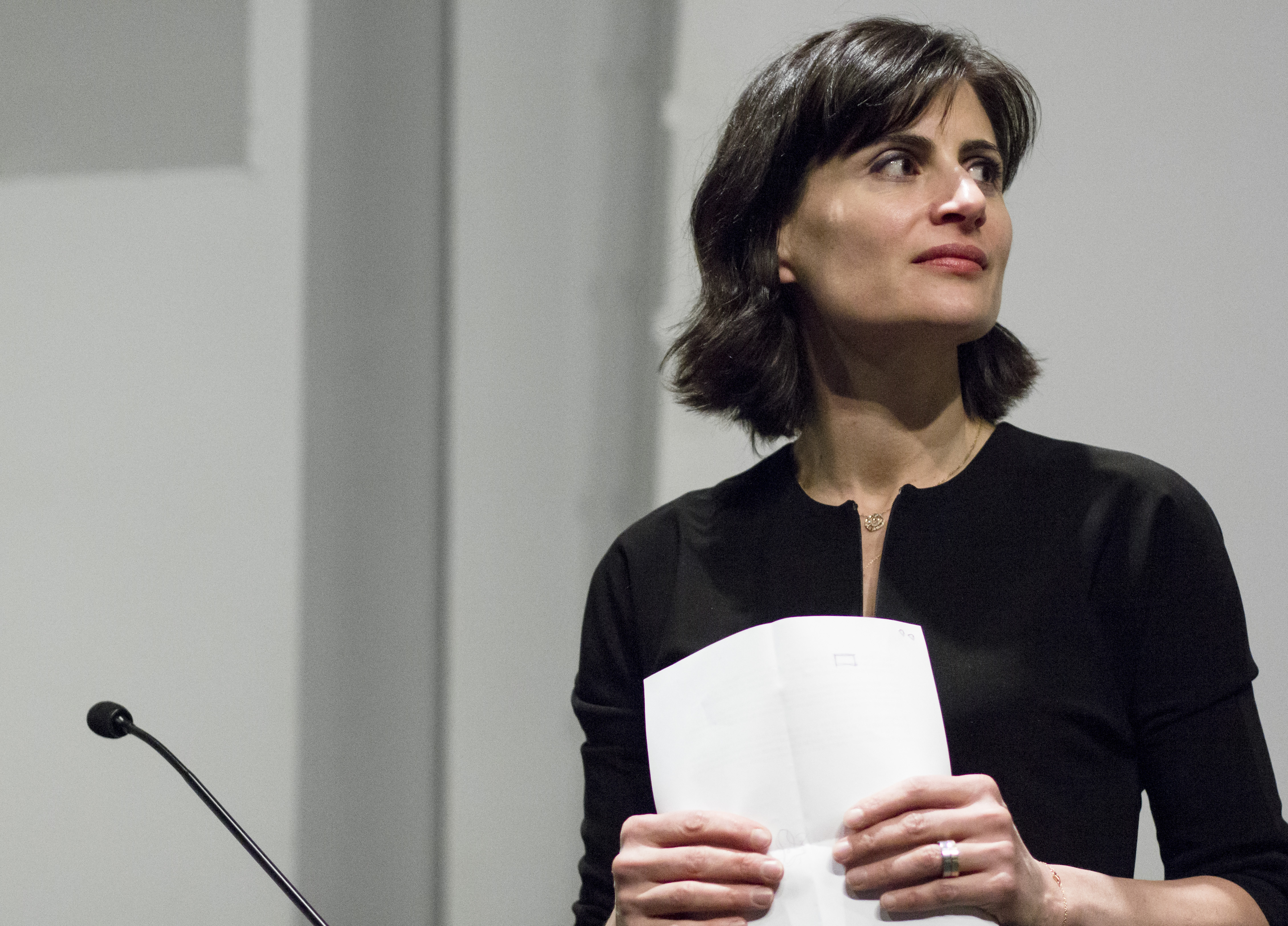
Amale Andraos 2014

Amale Andraos (arabisch آمال أندراوس; geboren 1973 in Beirut, Libanon) ist eine libanesische Architektin, die in den Vereinigten Staaten von Amerika lebt. Sie war Dekanin der Columbia Graduate School of Architecture, Planning and Preservation (2014–2021) und ist Beraterin der Columbia Climate School. Zusammen mit Dan Wood ist sie Mitbegründerin des Architekturbüros WORKac. 2021 wurde sie zum Honorary Fellow des Royal Architectural Institute of Canada ernannt.

## Leben

### Jugend und Ausbildung
Andraos ist Tochter eines Architekten Farid Andraos. Im Alter von drei Jahren verließ sie mit ihrer Familie das Bürgerkriegsland Libanon. Sie wuchs in der saudiarabischen Stadt Dhahran auf. 1985 zog die Familie nach Paris. Wegen eines Architekturstudiums zog Andraos nach Kanada. Sie machte den Bachelor of Architecture an der McGill University in Montreal und einen Master of Architecture an der Harvard Graduate School of Design.

### Erste berufliche Engagements und Lehraufträge
Nach dem Studium war Andraos bei Rem Koolhaas (OMA) in Rotterdam und New York, bei Saucier + Perrotte in Montreal und bei Atelier Big City in Montreal tätig, wo sie auch Dan Wood, ihren späteren Partner und Ehemann kennenlernte.
Andraos unterrichtete an der Princeton University School of Architecture, an der Harvard Graduate School of Design, an der School of Design der University of Pennsylvania und an der Amerikanischen Universität Beirut. Im Jahr 2014 wurde sie zur Dekanin der Columbia Graduate School of Architecture, Planning and Preservation ernannt. Sie war die erste Frau, die diese Position innehatte.
Andraos wurde von DesignIntelligence zu einer der „25 Most Admired Educators for 2016“ ernannt, die sie als eine derjenigen Architekten beschreibt, „die reale Weltprobleme mit einer kühnen Vision und einer starken Führung in den Lehrplan integriert“.

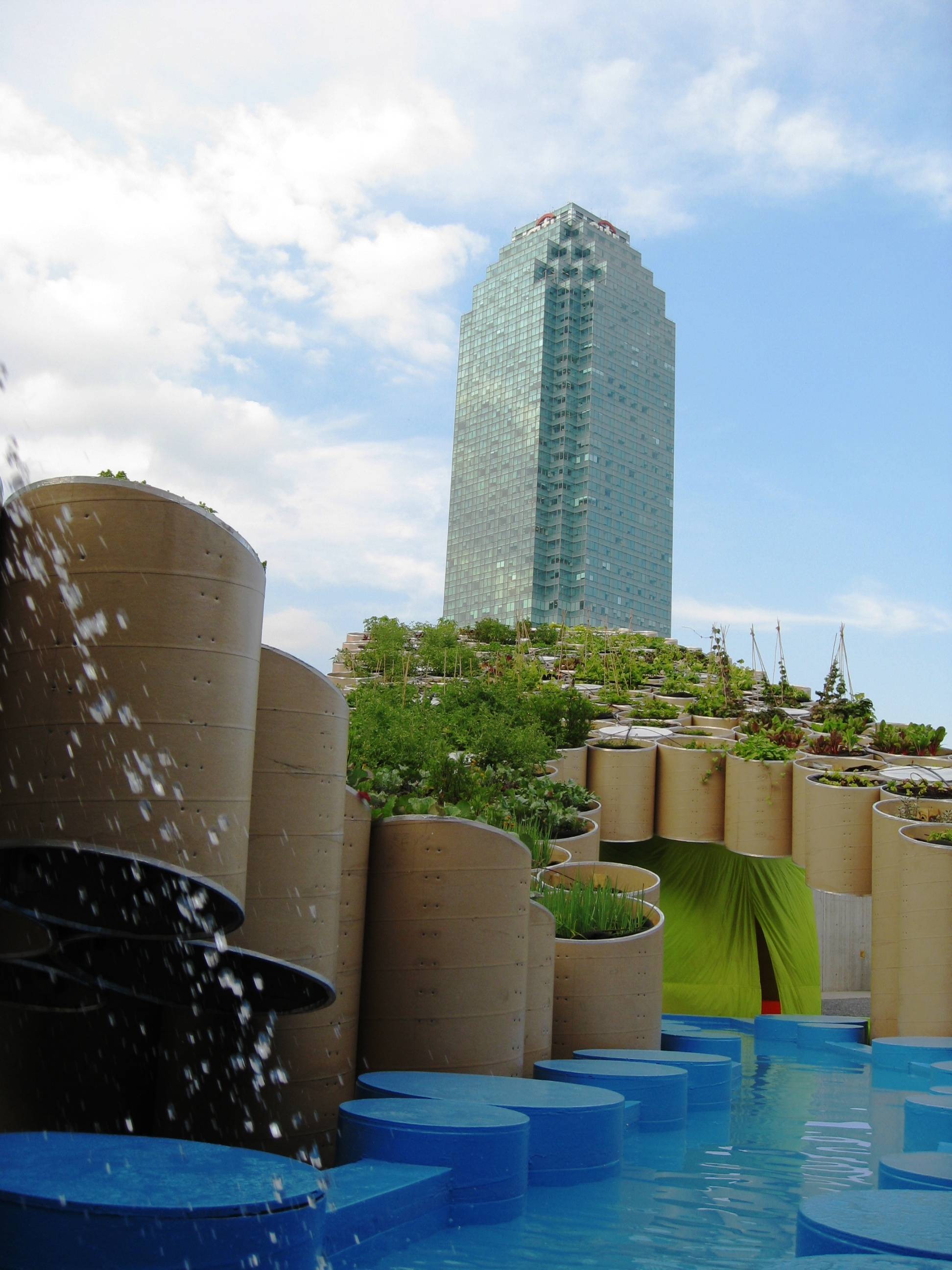
Public Farm 1, New York City

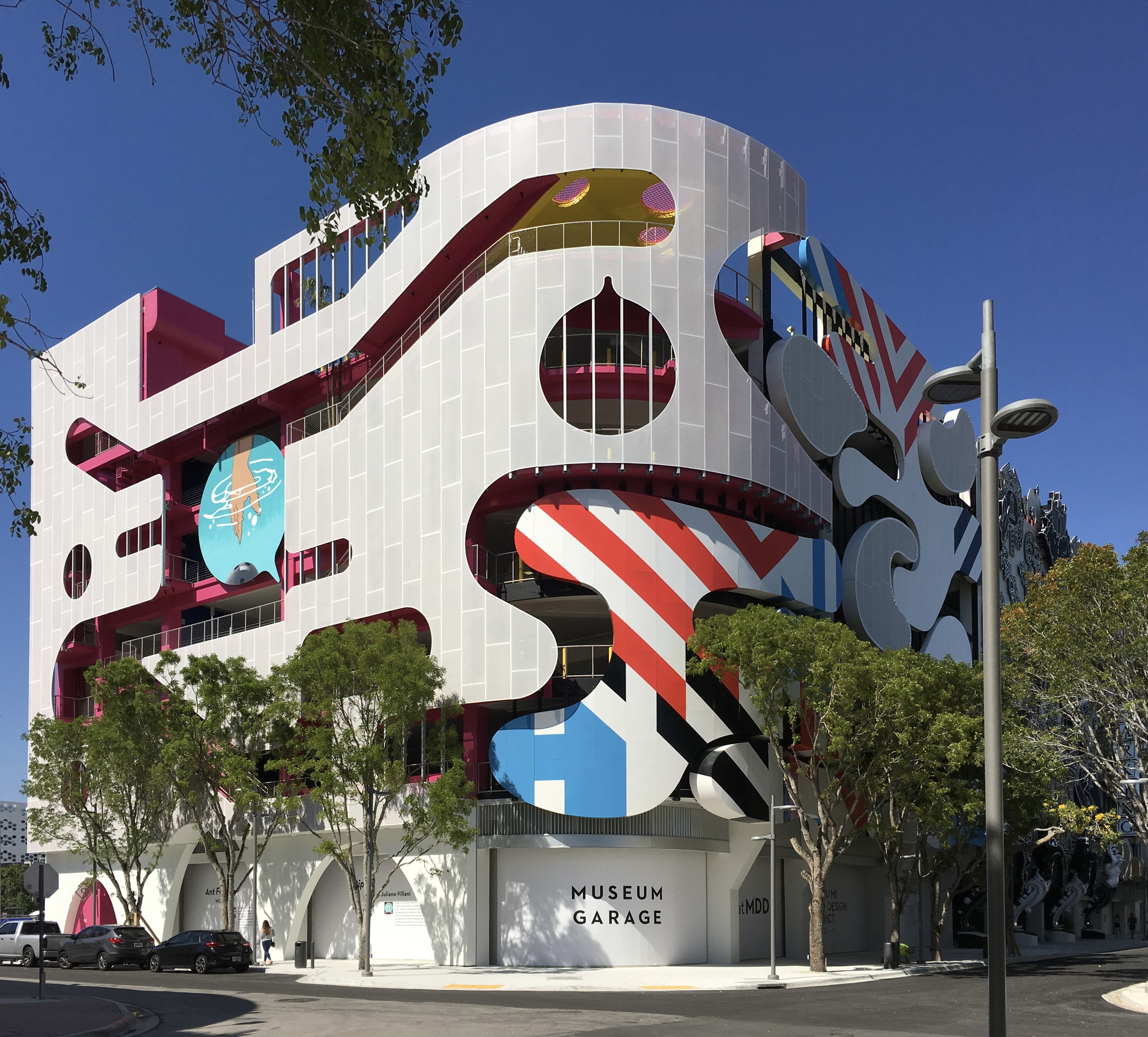
Museum Garage, Miami, Vereinigte Staaten von Amerika. Foto von Philip Pessar.

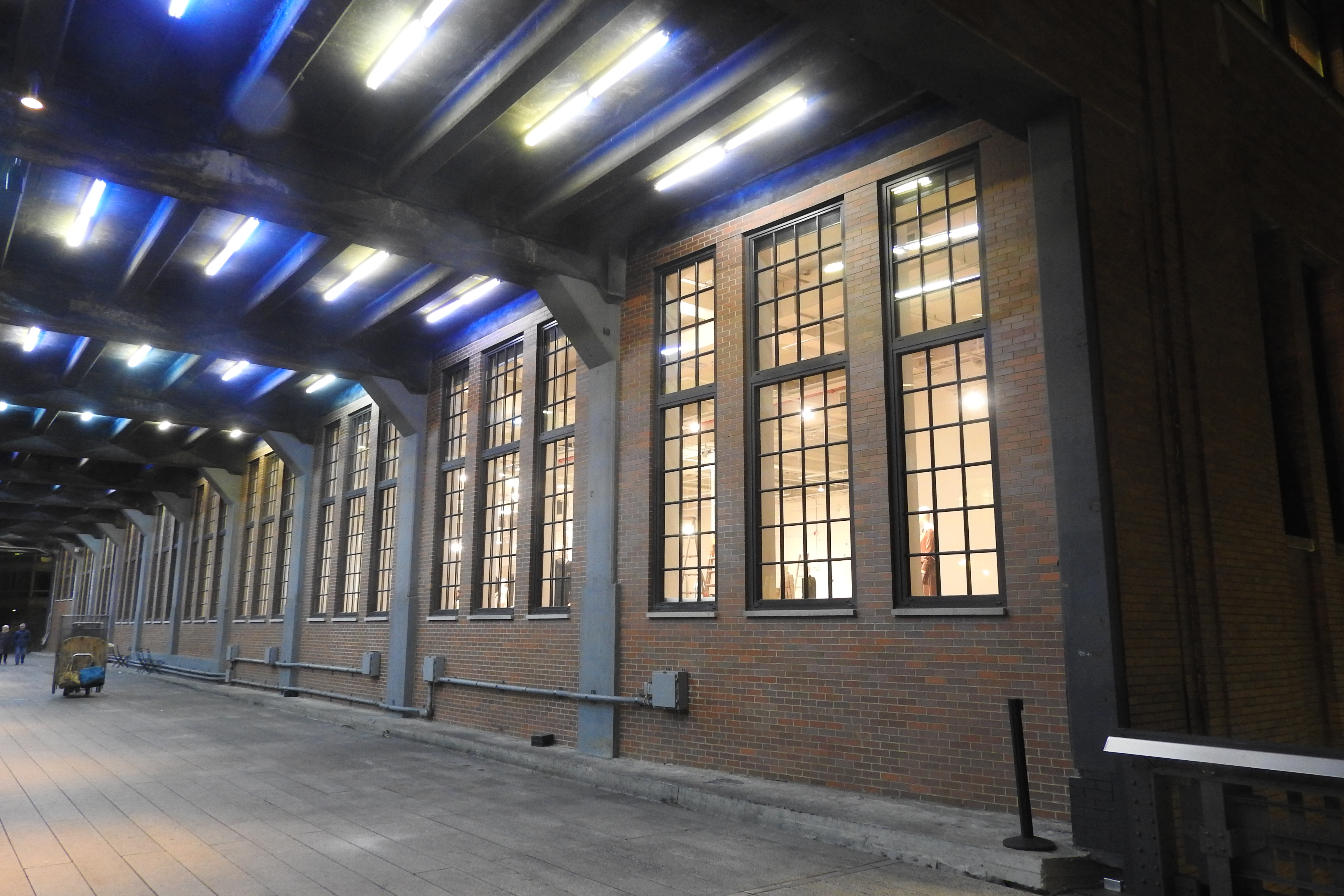
Furstenberg headquarters, New York

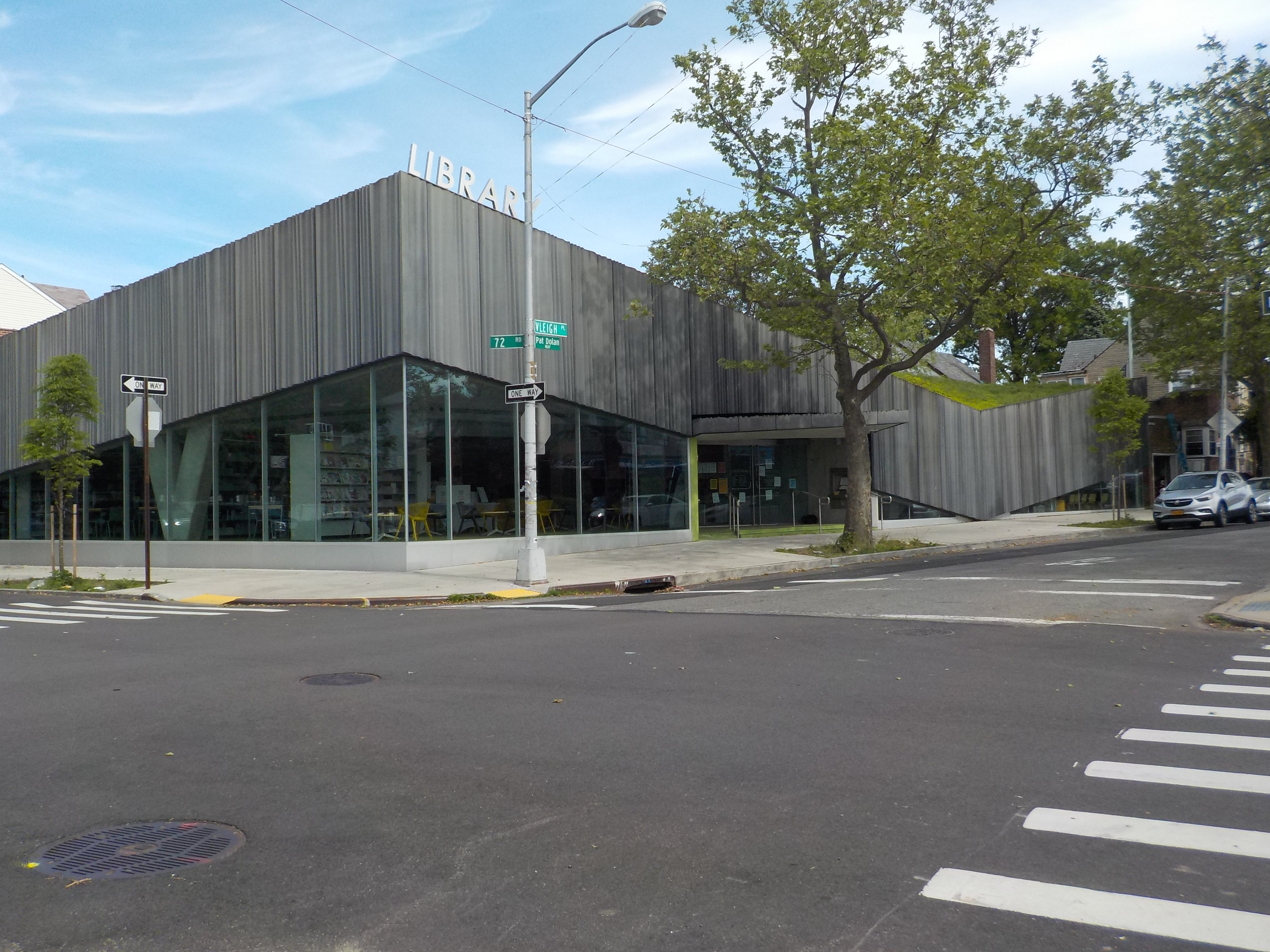
Kew Gardens Hills Library

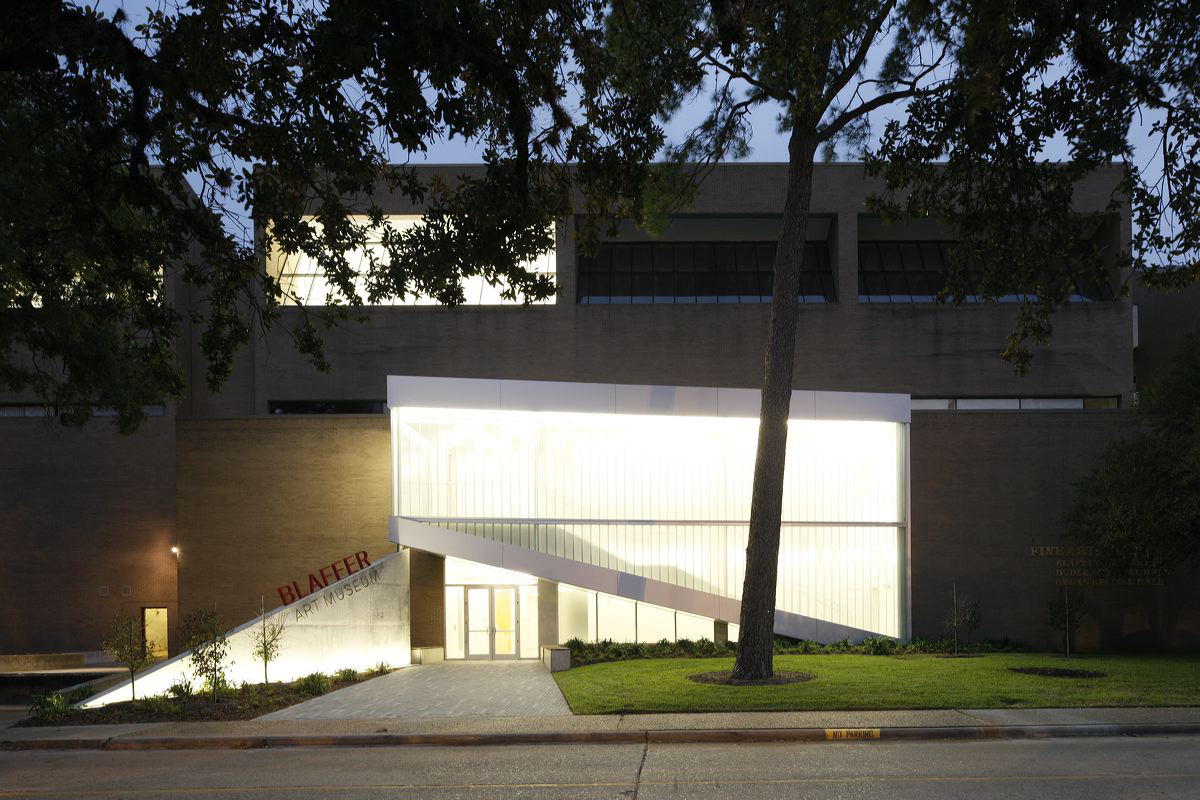
Blaffer Art Museum

### Das Architekturbüro WORKac
2003 gründeten Amale Andraos und ihr Ehemann Dan Wood das Architekturbüro Work Architecture Company (WORKac). Das Büro hat seinen Sitz in New York City und realisiert Projekte in den USA und im Ausland. Es bekam internationale Anerkennung für Projekte wie Public Farm 1 (P.F.1) im Auftrag des MoMA PS1 Young Architects Program, die Edible Schoolyards (Essbare Schulhöfe) P. S. 216 in Brooklyn und P. S. 7 in Harlem, den neuen Firmensitz von Wieden + Kennedy in New York, die Renovierung und Erweiterung eines historischen New Yorker Gusseisengebäudes namens Stealth Building, die Miami Museum Garage und das Rhode Island School of Design Student Success Center in Providence erhalten. Andraos beschreibt die Arbeit ihrer Firma als „Schnittpunkt zwischen dem Urbanen, dem Ländlichen und dem Natürlichen“.
Seit Oktober 2015 ist Andraos Vorstandsmitglied der Architectural League of New York und des internationalen Beratungsausschusses der Fakultät für Ingenieurwesen und Architektur der Arts University Bornemouth (AUB). Außerdem ist sie Mitglied des New Museum's New INC. Beirat.

### Ordos 100
Andraos und Wood wurden 2008 von Herzog & de Meuron eingeladen, sich an dem Projekt Ordos 100 in China zu beteiligen. Sie erstellten – wie 99 andere Architekturbüros – den Plan einer Villa, die jedoch nie gebaut wurde.

## Preise und Auszeichnungen (nicht projektbezogen)
- 2006: Design Vanguard – Architectural Record
- 2006: Neue Architekturbüros in New York – AIA NY und The Architects' Newspaper
- 2008: Best of the Best Awards, McGraw Hill Construction
- 2008: Best of Year Award, Interior Design Magazine
- 2008: Emerging Voices – Architectural League New York
- 2015: Firma des Jahres gemäß AIA New York State[20]
- 2016: New Generation Leader, Architectural Record Women in Architecture Award[21]
- 2016: „From A to Zaha: 26 Women Who Changed Architecture“, Architizer[22]
- 2017: #1 Design Firm, Architect 50, Architect Magazine[23]
- 2017: Game Changers 2017, Metropolis Magazine[24]
- 2018: Honorable Mention, Best of Design Award, The Architect's Newspaper[25]
- 2019: AN Interior Top 50 Award, The Architects’ Newspaper[26]
- 2021: Honorary Fellow (Ehrenmitglied) des Royal Architectural Institute of Canada (RAIC)[27]

## Projekte und Auszeichnungen (Auswahl)
WORKac begannen mit der Ausstattung von Showrooms und Büroräumen und wandten sich erst später dem Gebäudedesign zu.
- 2005: Lee Angel Showroom, New York, NY
  - 2006: AIA NY Merit Award in der Kategorie Innenarchitektur
- 2007: Diane von Furstenberg Studio Headquarters, New York, NY[29]
  - 2007: New York Designs, Architectural League
  - 2008: MASterwork Award – Beste historische Renovierung, Municipal Arts Society
- 2007: Anthropologie Dos Lagos, Corona, CA
  - 2008: AIA NY Merit Award in der Kategorie Innenarchitektur
- 2008: Public Farm 1 (P.F.1), New York, NY
  - 2008: Structural Engineering Merit Award – SEAoNY
  - 2008: Year in Architecture, Top Ten Designs – New York Magazine[30]
  - 2009: AIA NY State Merit Award for Architecture
- 2013: Children’s Museum of the Arts, New York, NY
  - 2013: AIA NY Merit Award in der Kategorie Innenarchitektur[31]
- 2013: Blaffer Art Museum, Houston, TX
  - 2013: AIA Houston Merit Award in der Kategorie Renovierung[32]
  - 2013: City of Houston „Best Of“ Awards: Best College Campus Building, and Best Artistic Renovation
- 2014: Edible Schoolyards, Brooklyn und Harlem, NY
  - 2014: AIA New York State Design Erwähnung
  - 2014: MASterworks Award – Best Green Design Initiative, Municipal Arts Society[33]
- 2014: Innenraumgestaltung des Bürogebäudes der Firma Wieden+Kennedy, New York, NY[34]
  - 2014: Interior Design Best Of Year Award[35]
  - 2014: AIA NY Architecture Merit Award in der Kategorie Innenarchitektur[36]
  - 2015: Gebäude des Jahres der Zeitschrift ArchDaily[37]
- 2017: Renovierung und Rückbau des Stealth Building und Ergänzung eines Penthouses, New York, NY[38][39]
  - 2017: ArchDaily Building of the Year[40]
  - 2017: Archmarathon award in der Kategorie Living[41]
  - 2017: AIA NY Architecture Merit Award[42]
- 2018: Miami Museum Garage, Miami, FL[43]
  - 2018: Parking Structure Design Awards of Excellence, Florida Parking & Transportation Association
  - 2018: Innovative Facility of the Year. NPA Innovation Award, National Parking Association[44]
  - 2018: Best Big Scale of the Year, AIA Miami Chapter, American Institute of Architects[45]
  - 2019: Finalist Technical Innovation Award, Parking Today Awards[46]
  - 2019: International Architecture Award, Parking & Transportation Center, The Chicago Athenaeum Museum of Architecture & Design[47]
  - 2019 Beazley Designs of the Year Award Nominee, The Design Museum in London[48]
  - 2019 Architizer A+Awards Jury Winner, Concepts – Plus-Architecture + Collaboration[49]
- 2018: Kew Gardens Hills Library, Queens, NY
  - 2018: GarageMASterworks Award, Best New Urban Amenity, Municipal Arts Society[50]
  - 2018: AIA NY Architecture Merit Award[51]
- 2019: Rhode Island School of Design (RISD) Student Success Center, Providence, Rhode Island, USA[52][53]
  - 2019: AN Best Design Awards (Architect's Newspaper), Lobende Erwähnung in der Kategorie Bildung
  - 2020: Archmarathon Award in der Kategorie Institutional Buildings
  - 2021: AIA NY Architecture Merit Award
- 2021: Marea (Ferienhaussiedlung), Batroun, Libanon
  - 2023: AIA NY Awards, Honor in Architecture
- 2021: Adams Street Library, Brooklyn, NY
  - 2023: AIA NY Awards, Honor in Interior Architecture
  - 2022: AIA/ALA National Library Award
  - 2022: MASterworks Award, Best Adaptive Reuse, Municipal Arts
  - 2022: NYCxDesign Institutional Interior Award
  - 2022: ENR NY Best Project, Cultural
- 2022: Pilares Lomas de Becerra (Zentrum für Bildung, Kultur und Freizeit), Mexiko-Stadt, Mexiko
  - 2022: Progressive Architecture Award, Architect Magazine
- 2023: Pilares Azcapotzalco (Zentrum für Bildung, Kultur und Freizeit), Mexiko-Stadt, Mexiko
- 2023: Broccolini Village Lab (Ausstellung und Tagungszentrum), Montreal, Kanada
- 2024: Projekt SHINE, Port Loko, Sierra Leone

## Veröffentlichungen

### Artikel
- Why are we still learning from Las Vegas? In: Bidoun. Band 4, 2005.
- A Program Primer. In: Praxis Journal. Band 8, 2006.
- Dubai's Island Urbanism. In: Cities from Zero. 2007.
- Cadavre Exquis Lebanese. In: Visionary Power: Producing the Contemporary City. 2007.
- Will the Real Dubai Please Stand Up? In: Superlative City: Dubai and the Urban Condition in the Early Twenty-First Century. 2007.
- Depave the Parking Lot and Put Back Paradise. In: Architecture Magazine. 2008.
- Interviews. In: Praxis Journal. 2010.
- Above the Pavement, the Farm! Princeton Architectural Press, 2010.
- The Arab City: Architecture and Representation (Columbia Books on Architecture and the city, 2016).
- Futura Bold. In: Another Pamphlet. 2012.
- Visionary Urbanism and its Agency. In: Zawia. 2013.
- Strategies of the Void. In: Perspecta. Band 48, 2014.
- Beyond Bigness: Re-Reading the Peutinger Map. In: The Avery Review. 2015.
- 49 Cities. In: Inventory Press. 3. Auflage. 2015.
- The Arab City: Architecture and Representation. In: Columbia Books on Architecture and the City. 2016.
- Embodied Energy: Then and Now. In: Embodied Energy and Design. 2017.

### Bücher
- mit Dan Wood: Above the Pavement, the Farm! Architecture & agriculture at P1. Princeton Architectural Press, New York 2010, OCLC 769431819.
- The Timeliness of Architecture’s Eco-Visionary Practices. In: Eco-Visionaries: Art, Architecture, and New Media after the Anthropocene. 2018.
- Problematizing the Regional Context: Representation in the Arab and Gulf Cities. In: The New Arab Urban: Gulf Cities of Wealth, Ambition, and Distress. 2019.
- mit Beverly Willis, Sarah Allaback, Julie Sinclair Eakin, Katherine Flynn, Laurel Frances Rogers, Lori A. Brown, Doris Cole, Julia Gamolina: The women who changed architecture. Hrsg.: Jan Cigliano Hartman. Princeton Architectural Press, New York 2022, ISBN 978-1-61689-871-7 (englisch).
- mit Kenneth Frampton: Modeling history. Columbia Books on Architecture and the City, New York City 2017, OCLC 988928518.
- mit Dan Wood: WORKac: We'll get there when we cross that bridge. The Monacelli Press, New York 2017, ISBN 978-1-58093-499-2.